# Município de Grafton (condado de Lorain, Ohio)
Localização do Ohio nos E.U.A.
O município de Grafton (em inglês: Grafton Township) é um município localizado no condado de Lorain no estado estadounidense de Ohio. No ano de 2010 tinha uma população de 2 833 habitantes e uma densidade populacional de 43,25 pessoas por km².

## Geografia
O município de Grafton encontra-se localizado nas coordenadas 41° 13′ 50″ N, 82° 01′ 01″ O. Segundo o Departamento do Censo dos Estados Unidos, o município tem uma superfície total de 65.5 km², da qual 65.28 km² correspondem a terra firme e (0.33%) 0.22 km² é água.

## Demografia
Segundo o censo de 2010, tinha 2 833 pessoas residindo no município de Grafton. A densidade populacional era de 43,25 hab./km².